# Chiesa di San Giorgio Martire (Fiorano al Serio)
San Giorgio Martire è la chiesa parrocchiale di Fiorano al Serio, Bergamo. Edificata e intitolata a san Giorgio già forse nell'XI secolo, sorge nel centro dell'abitato.

## Storia
Edificata in stile rinascimentale, la chiesa affonda le sue origini attorno all'XI secolo,come testimoniato dall'altare orientato a est e dalla venerazione di san Giorgio, caratteristiche proprie delle prime chiese. Questa sua collocazione temporale la rende una delle sedi religiose più antiche della val Seriana, tanto che originariamente essa includeva nella sua area di influenza i nuclei abitativi limitrofi, tra cui Rova, Gazzaniga, Orezzo, Semonte, Vertova e Colzate.
Citata per la prima volta in un documento del 1260, fu la prima chiesa edificata all'interno dei confini della Confederazione de Honio. Nel 1454 risulta un documento che indica il sagrato della chiesa.Nel corso del XVI secolo fu sottoposta a una serie di modifiche strutturali, tra cui l'aggiunta del campanile (nel 1510) e di una navata nel suo lato posto a monte (1520). Con il passare dei secoli, il suo prestigio ecclesiastico diminuì a vantaggio di quello di Gazzaniga, tanto da perdere l'autonomia religiosa nel 1830, che però riconquistò nel 1877. Un'ultima ristrutturazione, avvenuta tra il 1900 e il 1906 su progetto di Virginio Muzio, l'ampliò dotandola di un'altra navata laterale sul fianco posto verso valle e l'allungò di un'arcata, portandola alle dimensioni attuali. Contestualmente nell'altare maggiore, opera secentesca della Bottega di Bartolomeo Manni, vennero collocate le reliquie dei santi Prospero e Simplicio.
All'interno si possono ammirare numerose opere di gran valore, tra cui affreschi cinquecenteschi, rinvenuti durante i lavori di restauro, e pale d'altare di vari artisti: Gian Paolo Cavagna (L'ultima cena), Enea Salmeggia (La Madonna del Rosario), Troilo Lupi (Adorazione dei Re magi), Vincenzo Angelo Orelli (L'Addolorata), Enrico Albrici (Madonna col Bambino in gloria).

## Descrizione

### Esterno
La facciata a salienti è divisa da lesene che anticipa l'interno della chiesa a tre navate. La sezione centrale ospita il protiro con colonne in marmo di Zandobbio, e il portale del XVI secolo con arco a ogiva. La parte superiore vi è decorata con un mosaico veneziano raffigurante due angeli e l'iscrizione inserita intorno al rosone centrale: "ECCE TABERNACULUM DEI CUM HOMINIBUS. ET HABITABIT CUM EIS" - "Ecco il tabernacolo di Dio con gli uomini. Due piccole monofore disegnate e due formelle in ceramica con l'angelo annunciante e la Vergine concludono la sezione centrale. La sezioni laterali hanno due aperture a sesto acuto atte a illuminare l'aula. La facciata si corona con una serie di pinnacoli in marmo..

### Interno
L'interno si presenta a tre navate.
L'assetto dell'edificio è frutto di un restauro radicale effettuato a cavallo fra l'Ottocento e il Novecento dagli architetti Virginio Muzio e Agostino Caravati. Il restauro portò a mantenere solo l'originaria navata sinistra, il campanile e alcuni muri perimetrali dell'abside. La vecchia facciata fu sostituita dalla nuova in pietra ceppo, con pronao, finestre, cornici e baldacchini in pietra di Mazzano; i mosaici furono realizzati dalla Società Musiva Veneziana su cartoni di Ponziano Loverini; le ceramiche sono dei Cantagalli di Firenze. La finestra circolare è arricchita da una vetrata raffigurante San Giorgio che uccide il drago, di Giovanni Beltrami. La decorazione interna delle navate fu affidata ai pittori bergamaschi Giacomo Bosis e Fermo Taragni.
Alla morte del Muzio i lavori vennero continuati dal Caravati: fu ampliato il coro, che diede nuova luce al cinquecentesco polittico a sei sezioni del Moroni, spostato sulla parete di fondo.
La chiesa ospita il dipinto di Enea Salmeggia, datato 1609, Madonna del Rosario tra i santi Francesco, Domenico, Rosa da Lima e Orsola.
Il presbiterio ospita l'altare maggiore opera di Bartolomeo Manni della fine del XVI secolo, in marmi policromi su fondo nero, con la formella centrale raffigurante san Giorgio a cavallo che uccide il drago.

### Il polittico del Moroni
La principale opera contenuta nella chiesa è il polittico di San Giorgio, risalente al 1575, del pittore albinese Giovan Battista Moroni. Dipinto ad olio su tela è costituito da sei pannelli: in quello centrale è rappresentato san Giorgio a cavallo nell'atto di trafiggere il drago con a fianco una nobile donzella; in quello della cimasa è dipinta la Vergine col Bambino; ai due lati in basso sono raffigurati sant'Alessandro e san Defendente; ai due lati in alto, santa Lucia e santa Apollonia. Il Moroni ebbe un compenso di lire 400 ed una soma di frumento. Il polittico, durante il primo conflitto mondiale, fu trasferito dal governo a Roma, venendo riconsegnato a Fiorano al Serio il 18 luglio 1920.
Nell'agosto 1946 fu restaurato da Arturo Cividini di Bergamo, mentre nel 1977 fu esposto nel Palazzo della Ragione a Bergamo in occasione della mostra dedicata al pittore albinese.